# Requiem per coro, viola, armonium e organo
Il Requiem per coro, viola, armonium e organo (SC 76) è una composizione per coro, viola e armonium o organo a canne che Giacomo Puccini scrisse nel 1905. Su commissione del suo editore Puccini compose l'antifona latina della messa da Requiem in occasione del quarto anniversario della morte di Giuseppe Verdi.

## Storia
Puccini compose l'opera su incarico del suo editore Giulio Ricordi in occasione del quarto anniversario della morte di Giuseppe Verdi. La partitura autografa nella prima pagina è datata "14.1.05, Milano", probabile giorno della composizione. L'opera fu eseguita per la prima volta il 27 gennaio 1905 dal coro del Teatro alla Scala di Milano, diretto da Aristide Venturi, nella cappella della Casa di Riposo per Musicisti fondata da Verdi, dopo la messa di commemorazione.
La composizione non fu più eseguita mentre Puccini fu un vita; venne però eseguita il 29 dicembre 1924 durante un concerto commemorativo per Puccini al Conservatorio di Milano e nuovamente nel 50º anniversario della sua morte, il 30 novembre 1974. Ma la prima ripresa era già avvenuta nel 1972 a Lucca, nella Basilica di San Frediano, sotto la direzione di Herbert Handt, con il coro della Polifonica Lucchese di Egisto Matteucci, e Raoul Mancuso Ormezowski alla viola. 
La partitura fu pubblicata per la prima volta nel 1974 da Ricordi e in seguito, nel 1976, da Elkan & Vogel a New York City, seguita da un'edizione del 1990 in Italia. Un'edizione critica è stata pubblicata nel 2005 da Carus-Verlag in collaborazione con la Fondazione Puccini e il Centro studi "G. Puccini" di Lucca, a cura di Michele Girardi.

## Testo
Requiem aeternam dona eis Domine

Et lux perpetua luceat eis.

Requiescat in pace.

Amen.

## Composizione
La composizione è una partitura per un coro misto a tre voci ( STB, a volte con parti divise ), una viola solista e un organo a pompa o a canne. La durata è di circa sei minuti. Di struttura piuttosto semplice, il brano può essere eseguito anche da un coro non professionista con l'accompagnamento di due soli strumentisti.
La composizione di 57 misure è in Re minore e tempo ordinario, contrassegnata Largo sostenuto. È in una forma ternaria, A B A'. Le voci cantano per lo più all'unisono nelle sezioni esterne. Nella sezione centrale, entra la viola solista e le voci divise rispondono ad essa; questa caratteristica riappare in un breve coda.
Il tema principale inizia come una scala ascendente in nove gradi, che alla fine diventano cromatici . Il musicologo Michele Girardi considerava questo tema come un omaggio alla scala enigmatica che Verdi aveva impostato nell'Ave Maria dei Quattro pezzi sacri. Le complesse armonie cambiano a ogni grado della scala, creando tensione. Puccini ha utilizzato una tecnica simile nel coro Ombra dolente, non farci del male! nel finale della sua opera Turandot. L'opera si conclude con una cadenza plagale, con il coro che termina sulla sottodominante, mentre l'organo torna sulla tonica.